# مدرسة الأركان (تونس)
مدرسة الأركان (بالفرنسية: École d'état-major)‏ هي مؤسسة تونسية للتعليم العسكري العالي. أسست في 1977، وكان مقرها في البداية في قصر حيدر، قبل أن يتحول لمقر المدرسة الحربية العليا في 1996، وأصبح مقر مدرسة الأركان في بناية خير الدين باشا التي بنيت خصيصا لها.
مهام مدرسة الأركان هي أساسا:
- تكوين ضباط لتمكينهم من أداء مهامهم في القوات المسلحة.
- إعداد الضباط لأداء وظائف ضمن فوج عسكري أو لدى قيادة الأركان، والمهام التي تساويها.
- تنظيم، ضمن مجالات اختصاصها، دورات تدريبية وفقا للشروط التي يتم وضعها بأمر من وزير الدفاع.
- إجراء دراسات وبحوث موكلة إليها بأمر من وزير الدفاع.

## مقالات ذات صلة
- رئيس أركان القوات المسلحة (تونس)
- الجيش الوطني التونسي
- وزارة الدفاع الوطني (تونس)

## روابط خارجية
- صفحة مدرسة الأركان على موقع وزارة الدفاع.